# Kathedrale von Plasencia

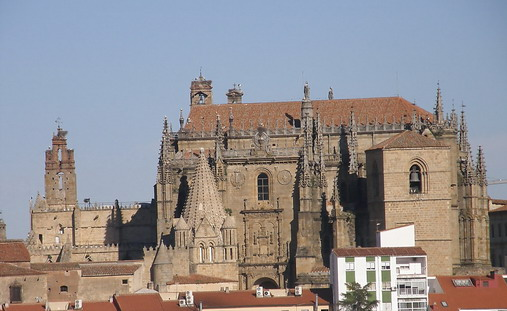
Kathedralen von Plasencia und Turmaufbau des Kapitelsaales (Torre de Melón)

Die der Jungfrau Maria geweihte Kathedrale von Plasencia in der Provinz Cáceres im Westen Spaniens in der Autonomen Gemeinschaft Extremadura ist der Sitz des seit dem Jahr 1189 bestehenden Bistums Plasencia.

## Lage
Die Kathedrale steht auf einer Anhöhe oberhalb des Río Jerte inmitten der Altstadt von Plasencia an der Südwestflanke des Iberischen Gebirges in einer Höhe von ca. 430 m.

## Architektur
Die Kathedrale von Plasencia besteht in ihrer tradierten Form aus zwei bzw. drei Bauteilen – der im 13. und 14. Jahrhundert erbauten „Alten Kathedrale“, der im ausgehenden 15. Jahrhundert begonnenen „Neuen Kathedrale“ und einem mittelalterlichen, aber später veränderten Kreuzgang (claustro) mit angrenzendem Kapitelsaal (sala capitular); alle Teile sind aus exakt behauenen Sandsteinen errichtet.

### Alte Kathedralkirche
Die heute als Museum genutzte Alte Kathedrale besteht aus dem dreischiffigen, basilikal aufgebauten Langhaus der ursprünglichen Kirche. Das mehrfach in die Tiefe gestaffelte Westportal zeigt noch romanische Rundbögen, wohingegen das Maßwerk der später eingebauten Fensterrose und die an den Kanten des Giebels und der Traufen entlang laufenden Krabben spätere Hinzufügungen sind. Die drei Schiffe (naves) des Kirchenraumes sind kreuzrippengewölbt (Seitenschiffe) bzw. sterngewölbt (Mittelschiff); der Gewölbeschub wird über Bündelpfeiler nach unten abgeleitet.

### Kreuzgang und Kapitelsaal
Der spätromanische Kreuzgang besitzt noch etliche Kapitelle mit biblischen Szenen und/oder mit vegetabilischen bzw. mit abstrakt-geometrischen Formen. Andere Teile wurden später erneuert.
Der nach 1270 erbaute und im Osten an den Kreuzgang anschließende Kapitelsaal ist eindeutig das Prunkstück der Kathedrale: Sein im Äußeren achtteiliges Dach ist mit geschuppten Steinziegelimitationen bedeckt; die Trennlinien der Dachsegmente sind mit Krabben besetzt und an der Spitze findet sich ein melonenförmiger aber gerippter Stein, der dem ganzen Bauteil seinen Namen gegeben hat: Torre de Melón. Das in 16 Segmente unterteilte Innere der „Kuppel“ wird von Rippen getragen. 8 von 16 Fenstern des Tambours sind durchlichtet, so dass man auch von einem Laternenturm (cimborrio) sprechen kann, wie er in dieser Form nur noch an der Alten Kathedrale von Salamanca, der Kathedrale von Zamora und an der Kollegiatkirche von Toro vorkommt.

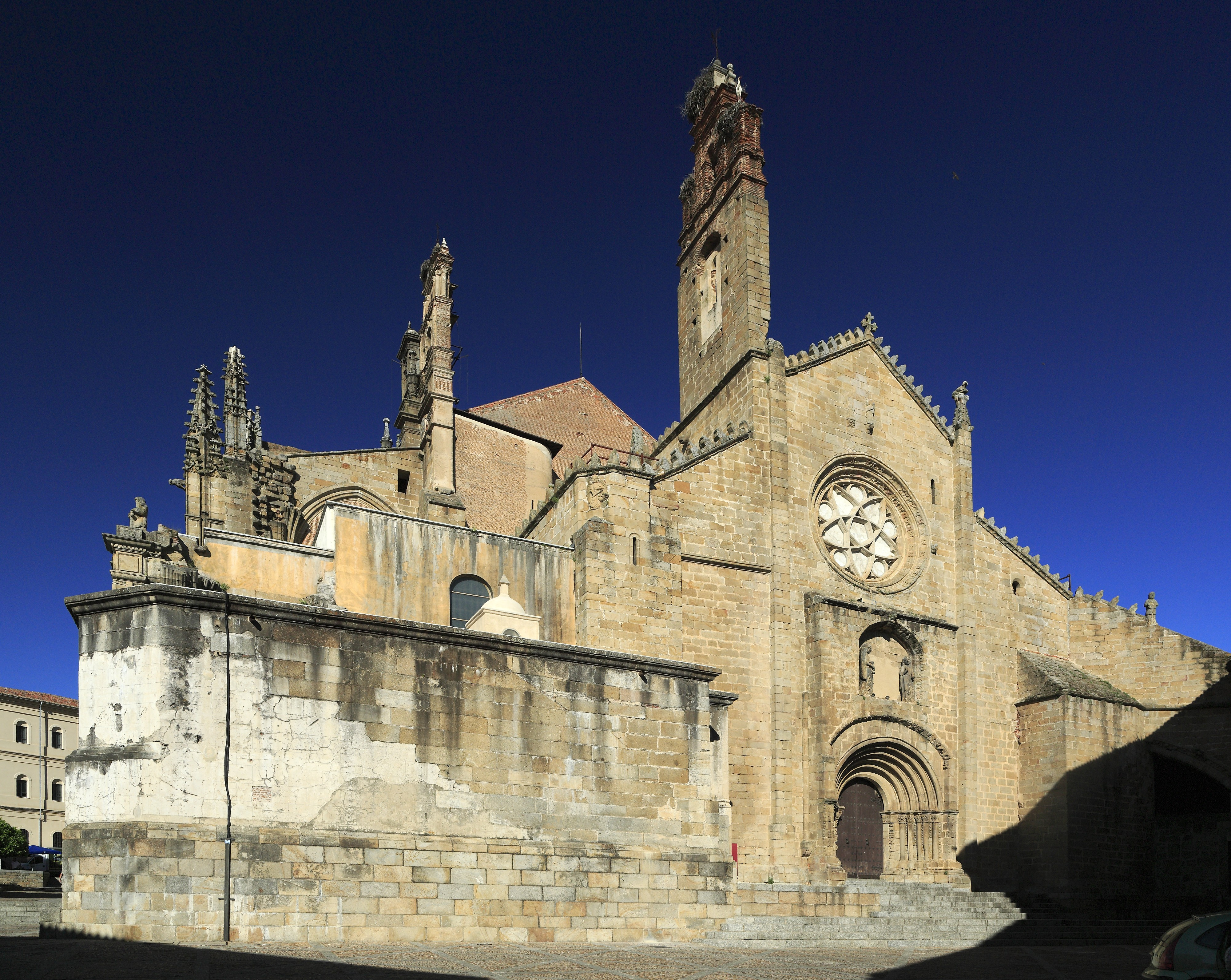
Fassade der Alten Kathedrale
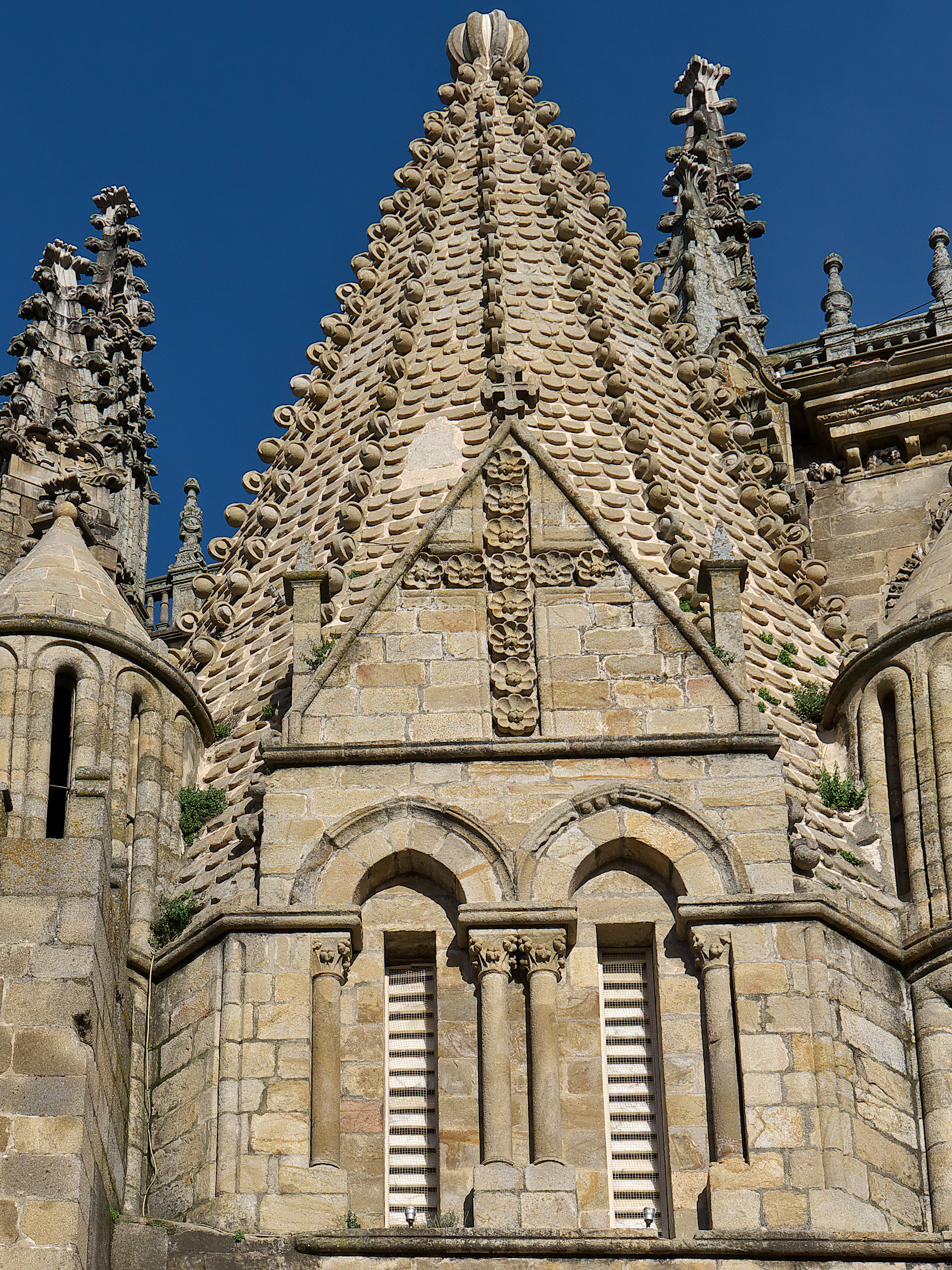
Dach des Kapitesaales (Torre de Melón)
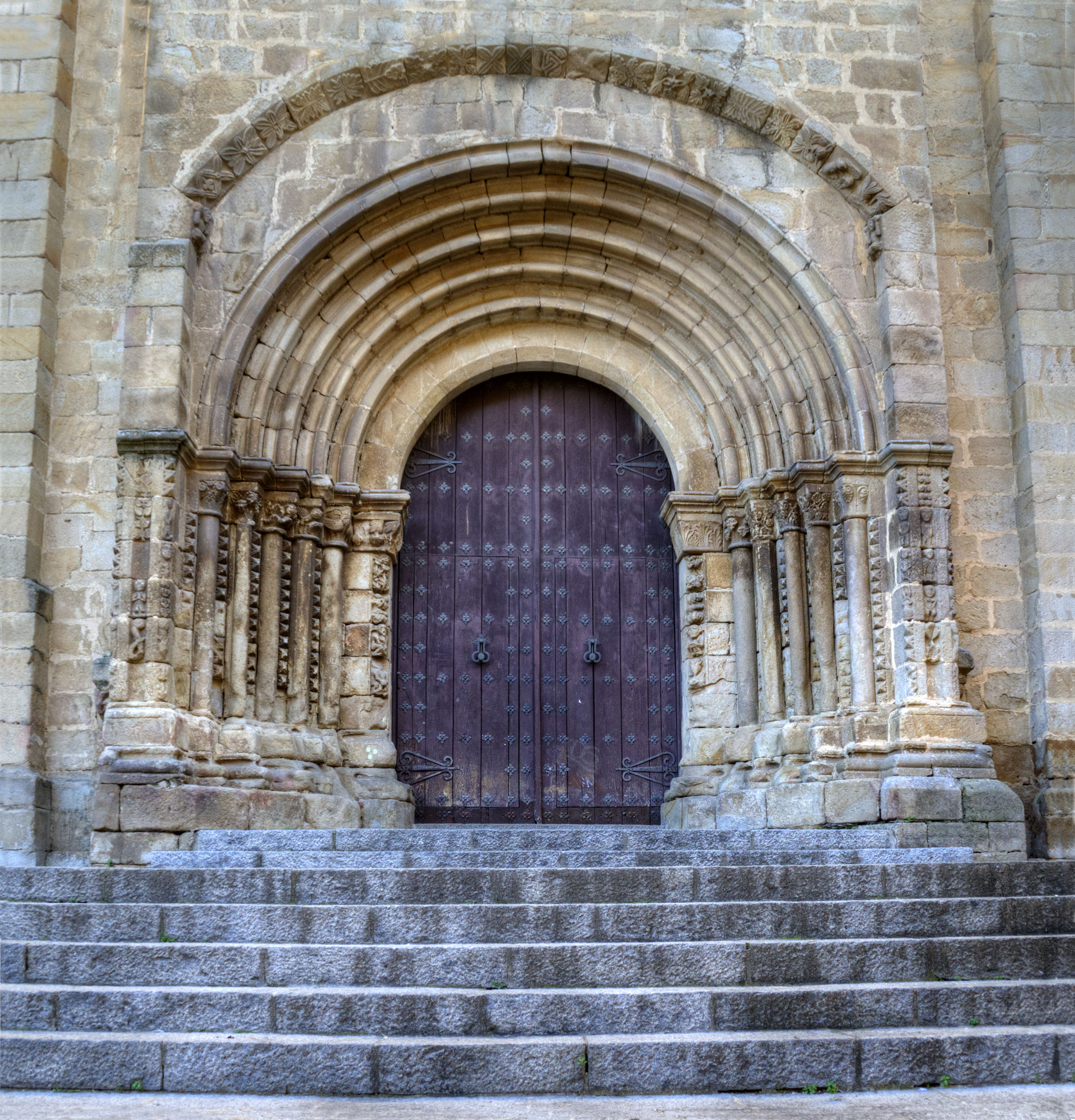
Portal der Alten Kathedrale
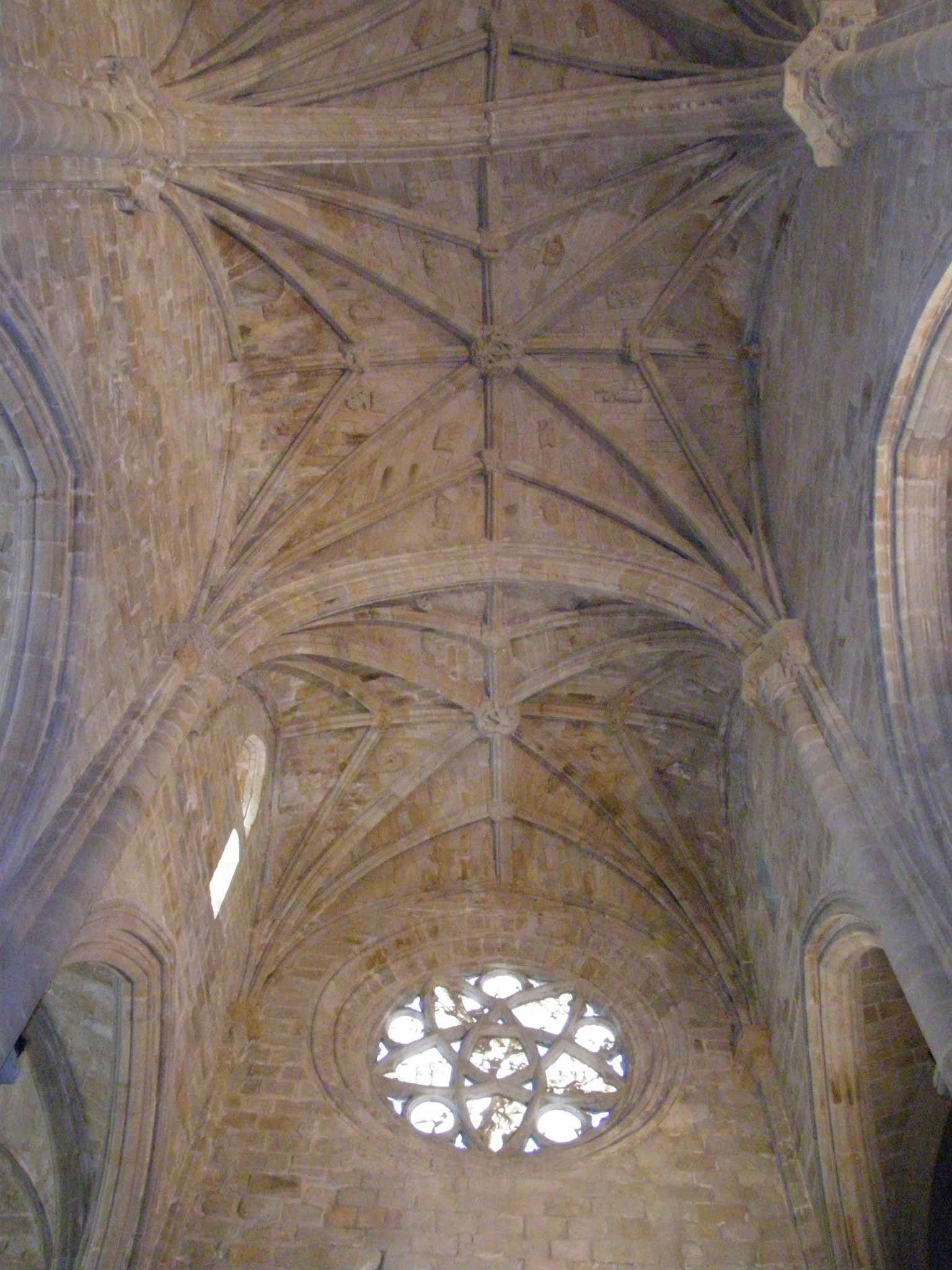
Gewölbe der Alten Kathedrale
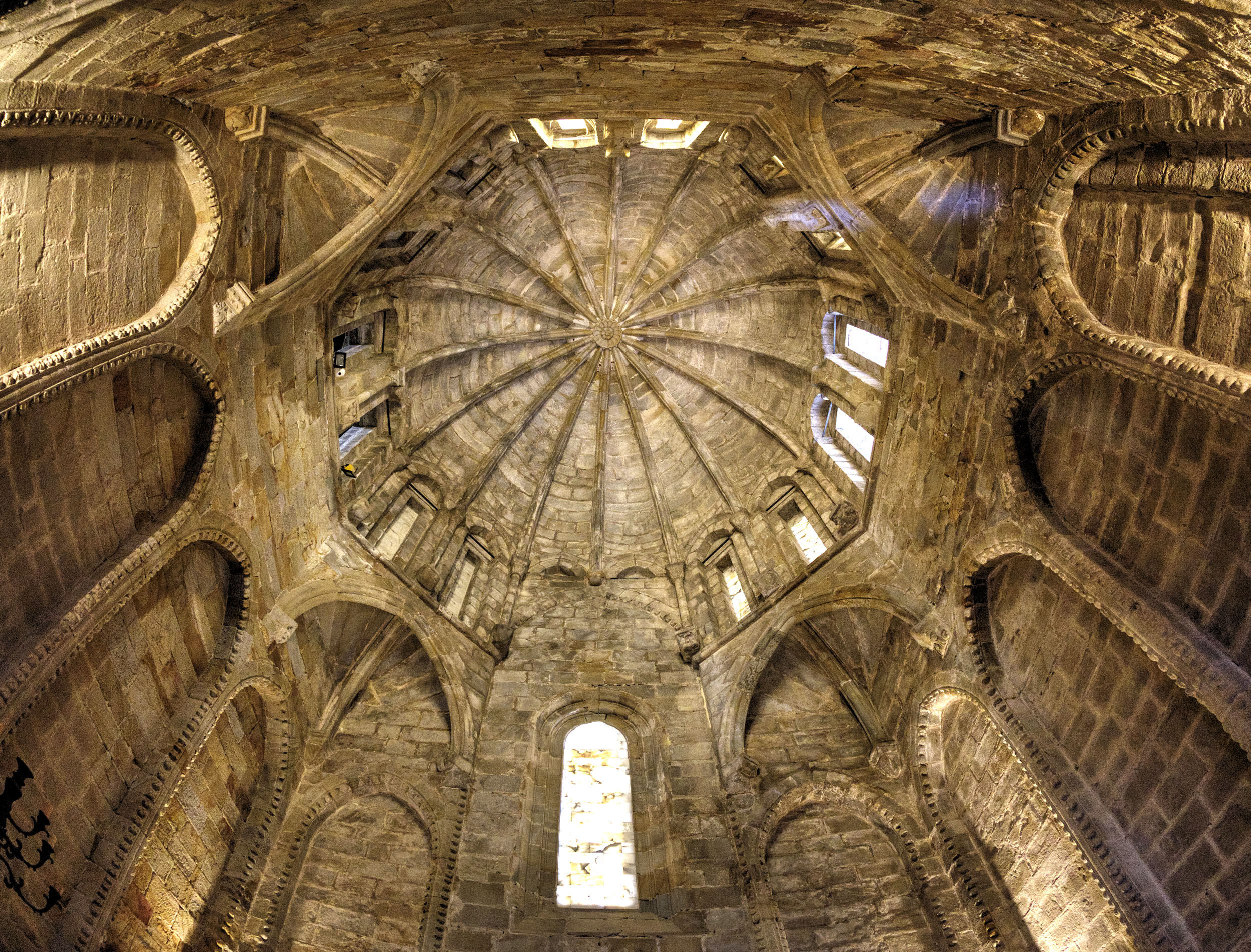
Rippenkuppel des Kapitelsaales
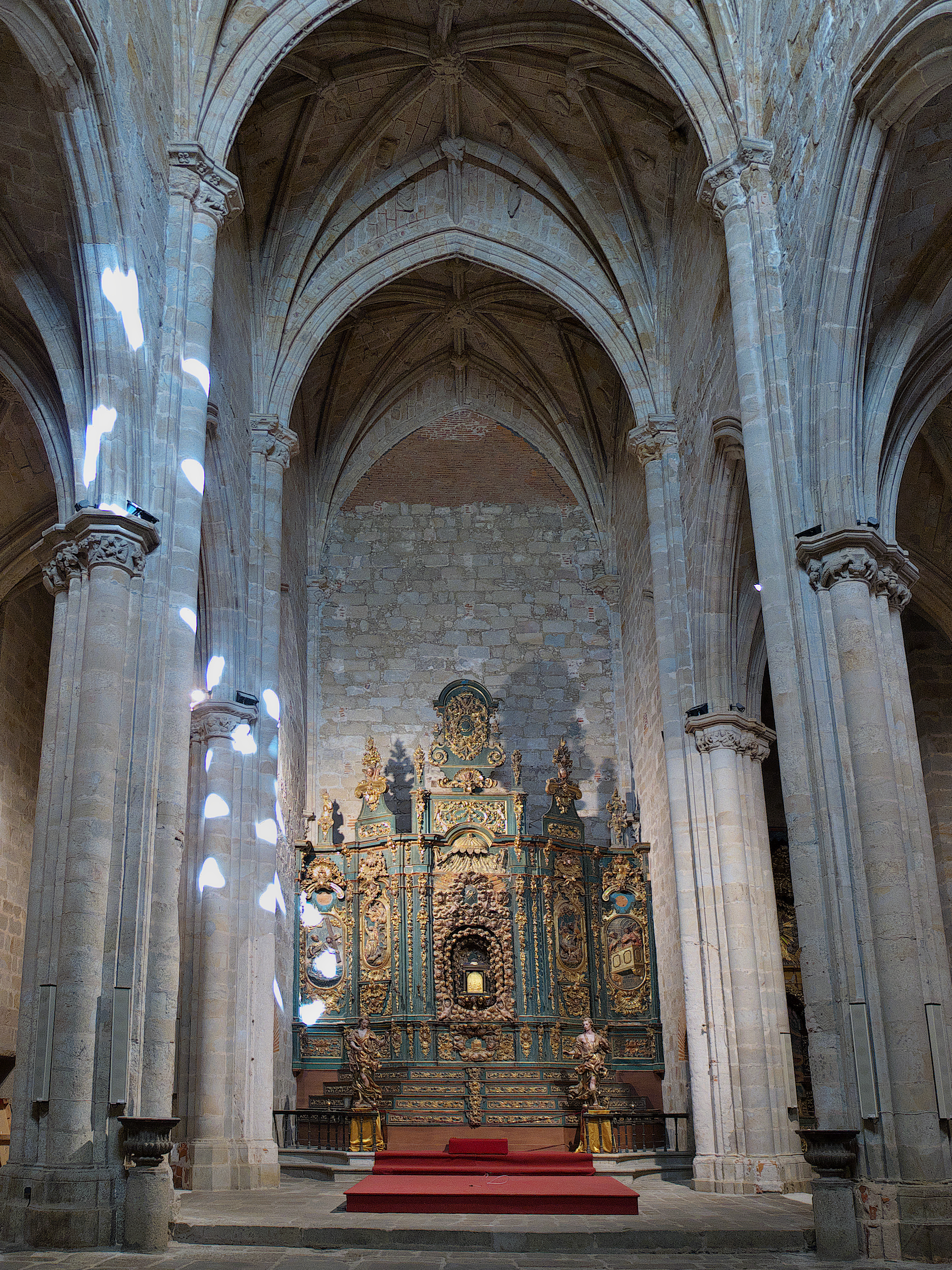
Alte Kathedrale und Rückwand zur Neuen Kathedrale

### Neue Kathedralkirche
Die neue Kathedrale von Plasencia entstand als dreischiffige Hallenkirche nach dem Abriss des Querhauses und der Chores der Alten Kathedrale. Sie hätte die Dimensionen der Alten Kathedrale mehr als verdoppelt, doch bis zum Jahr 1578 war nur der heutige Bau fertiggestellt. Gemäß einigen erhaltenen Dokumenten und der Überlieferung waren an ihrer Entstehung bekannte Architekten und Bildhauer des Isabellinischen und des Plateresken Stils beteiligt (z. B. Juan de Álava, Alonso de Covarrubias, Enrique Egas, Francisco de Colonia, Rodrigo Gil de Hontañón, Diego de Siloé u. a.).
Zur Ausstattung gehören der Hauptaltar von Gregorio Fernández (frühes 17. Jh.), das Grabmal des Bischofs Pedro Ponce de León (um 1575), das Chorgestühl (Ende 16. Jh.) und die Orgel (um 1580).

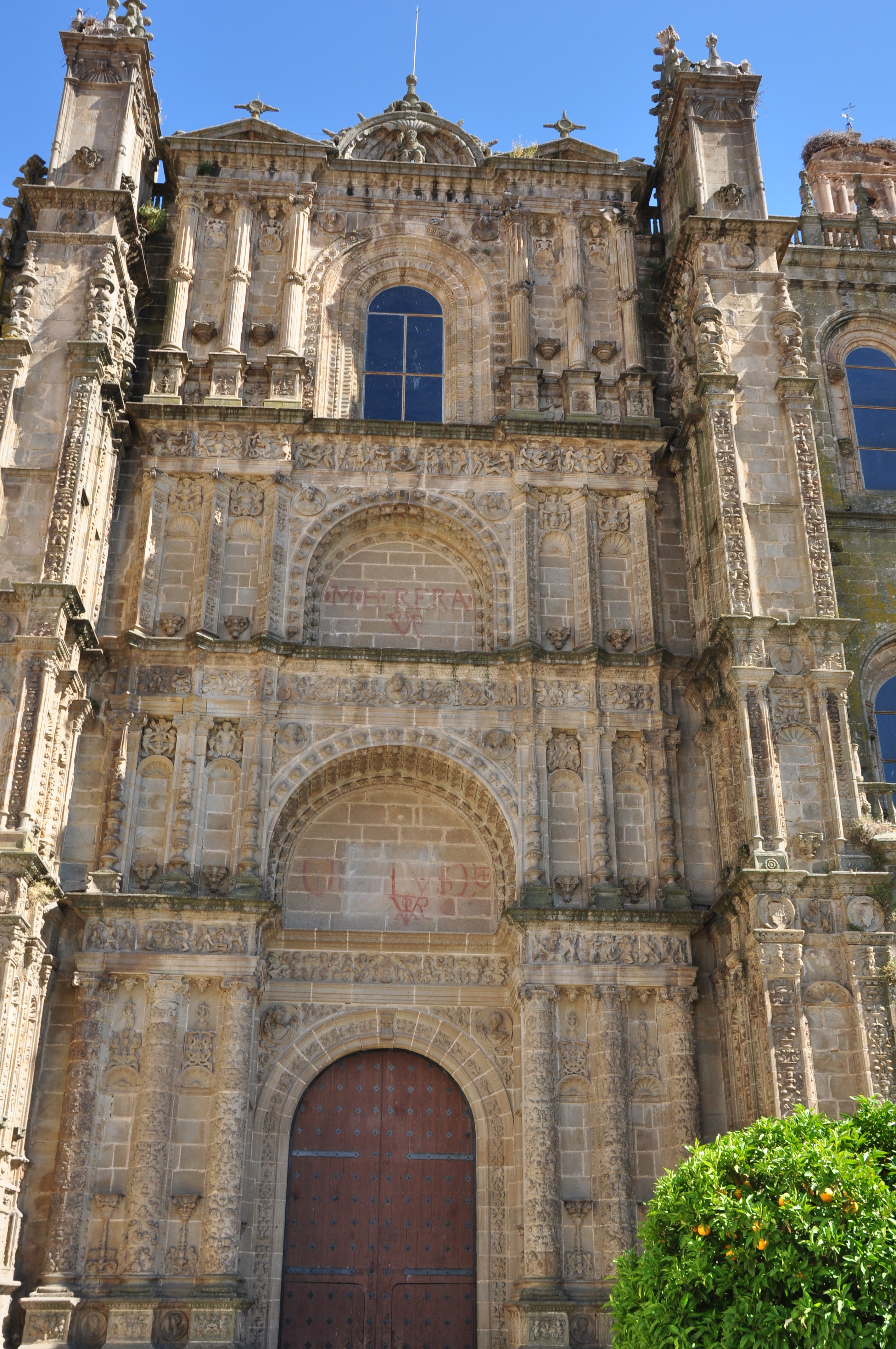
Nordportal der Neuen Kathedrale
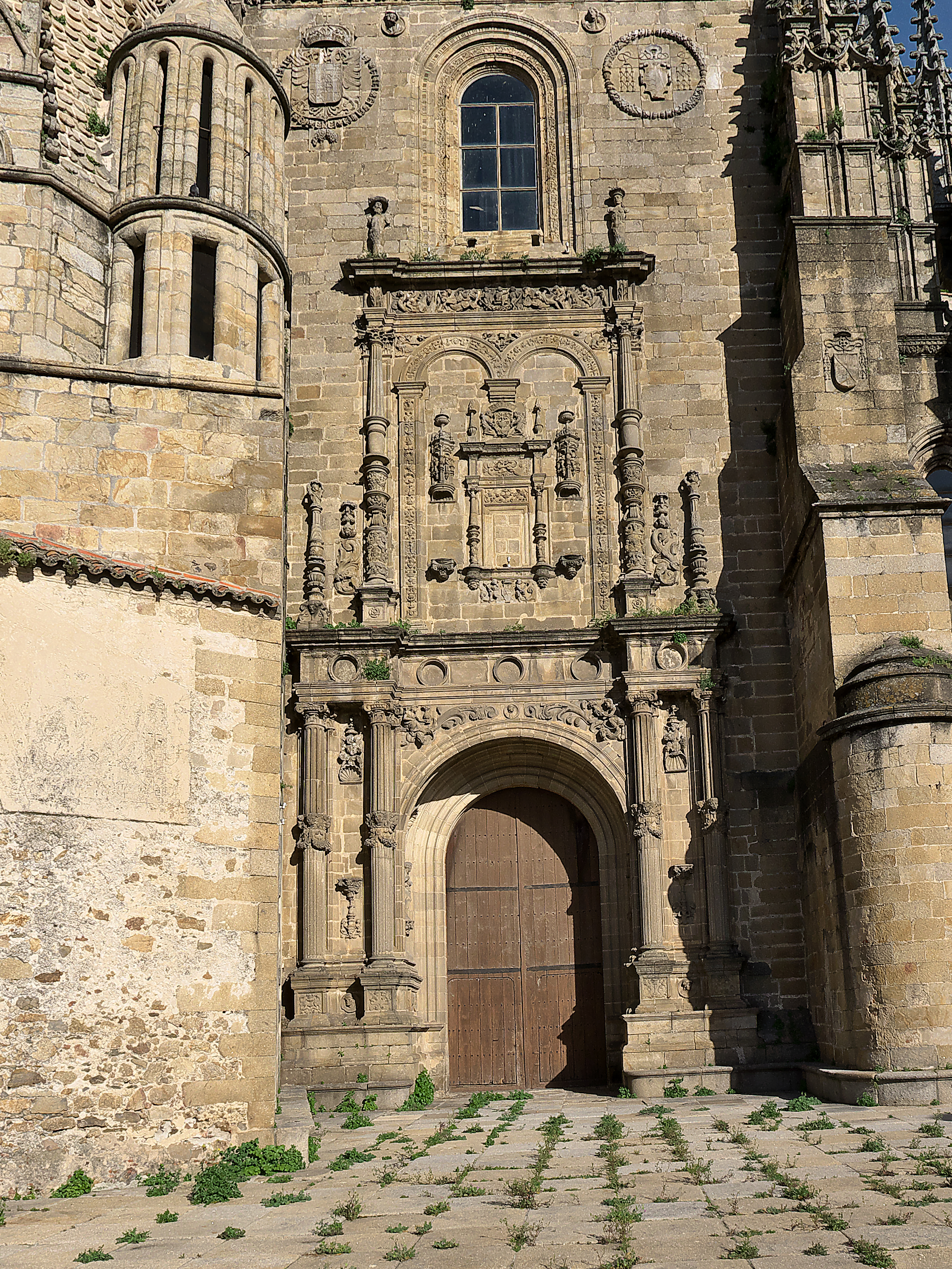
Südportal
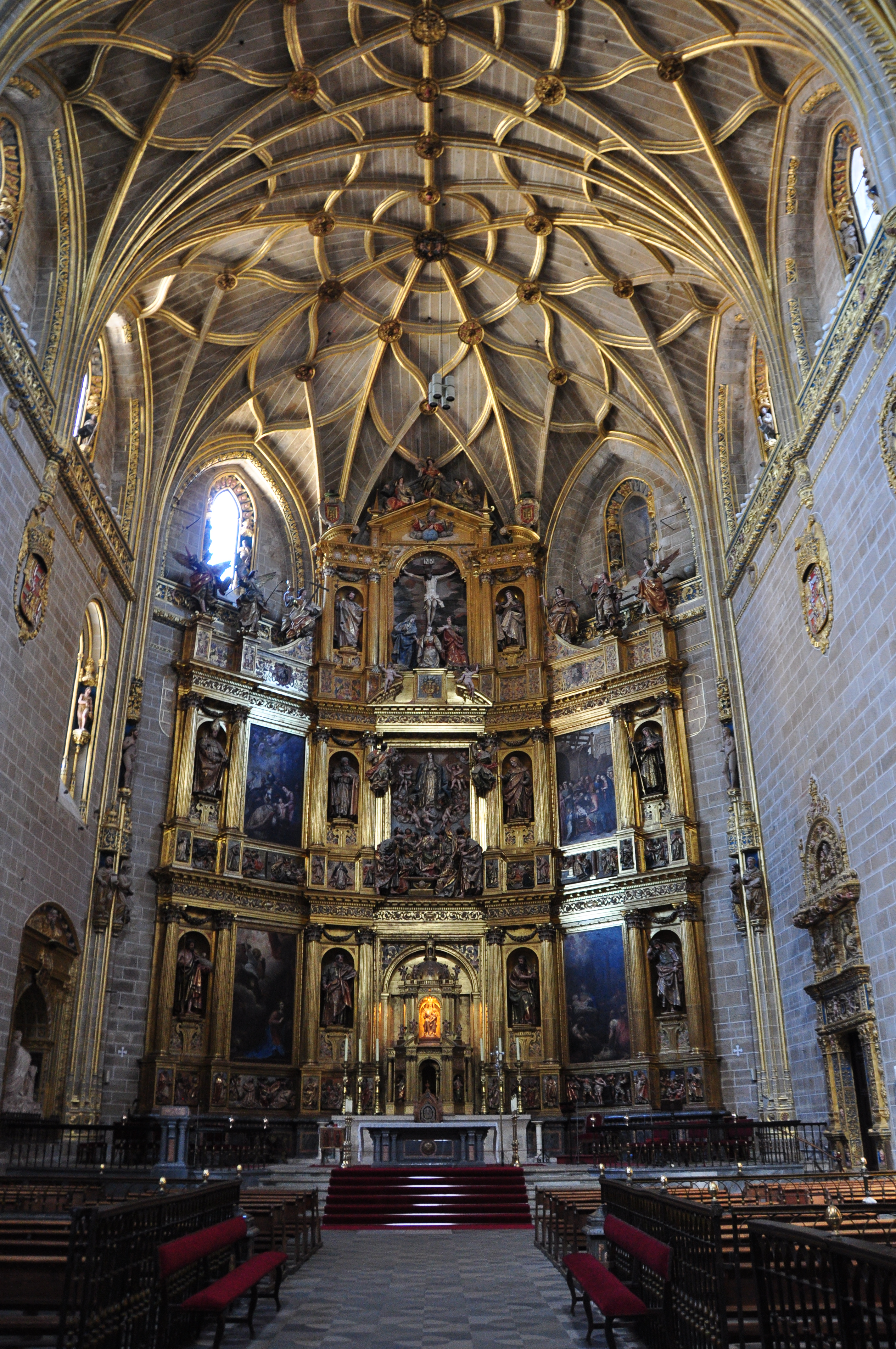
Chorkapelle mit Altarretabel (retablo)
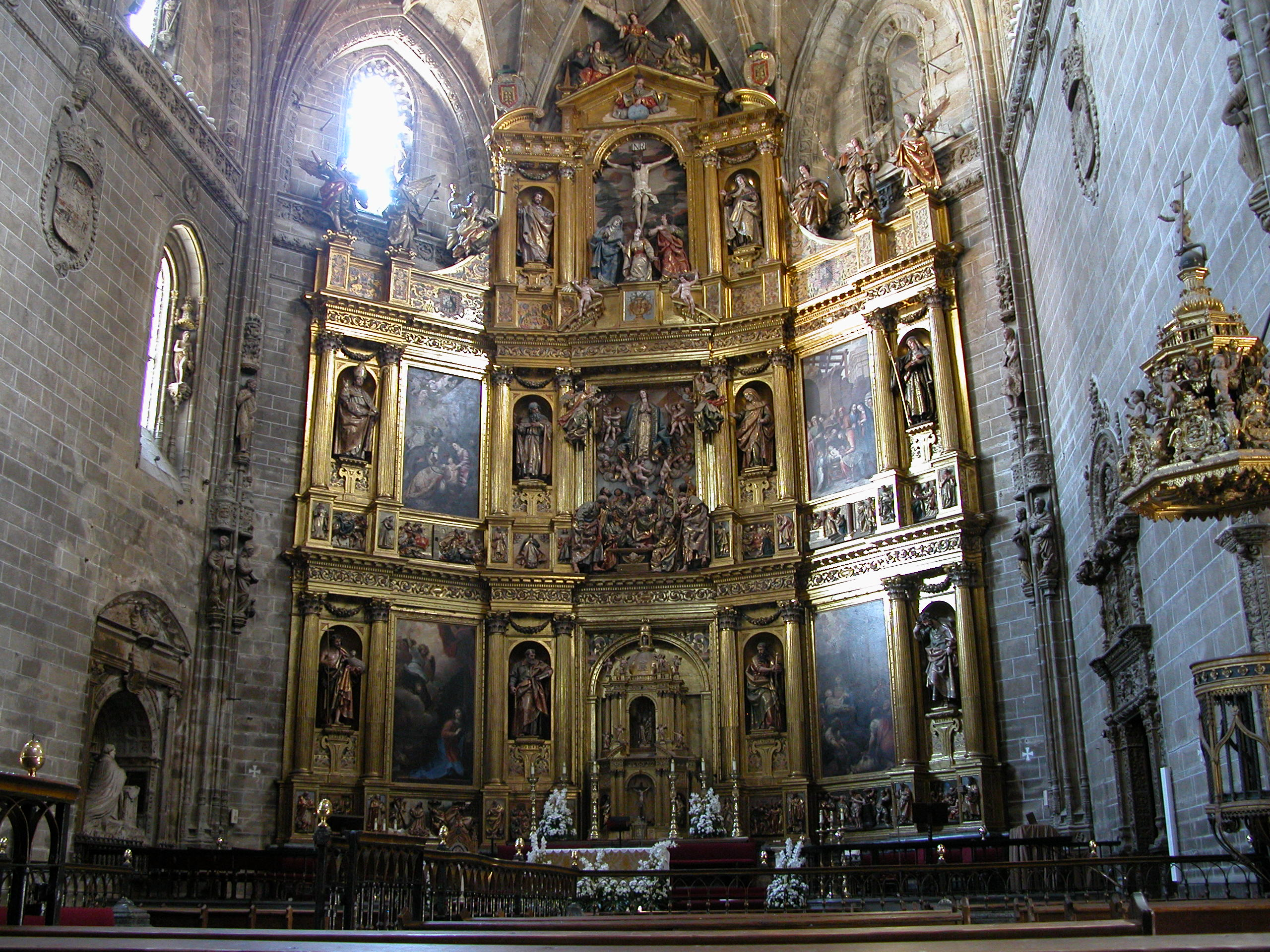
Altarretabel
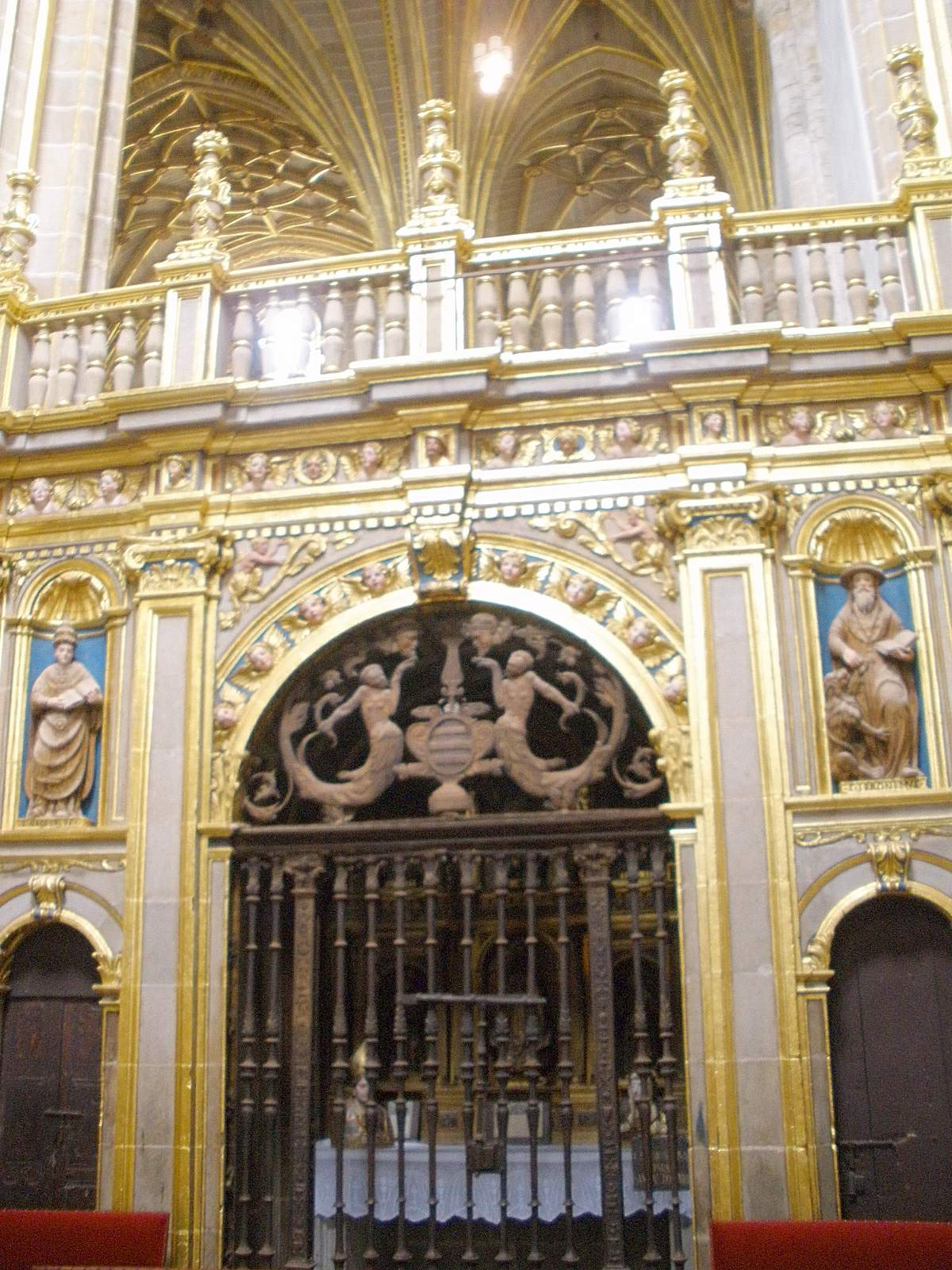
„Retrochor“ (trascoro)
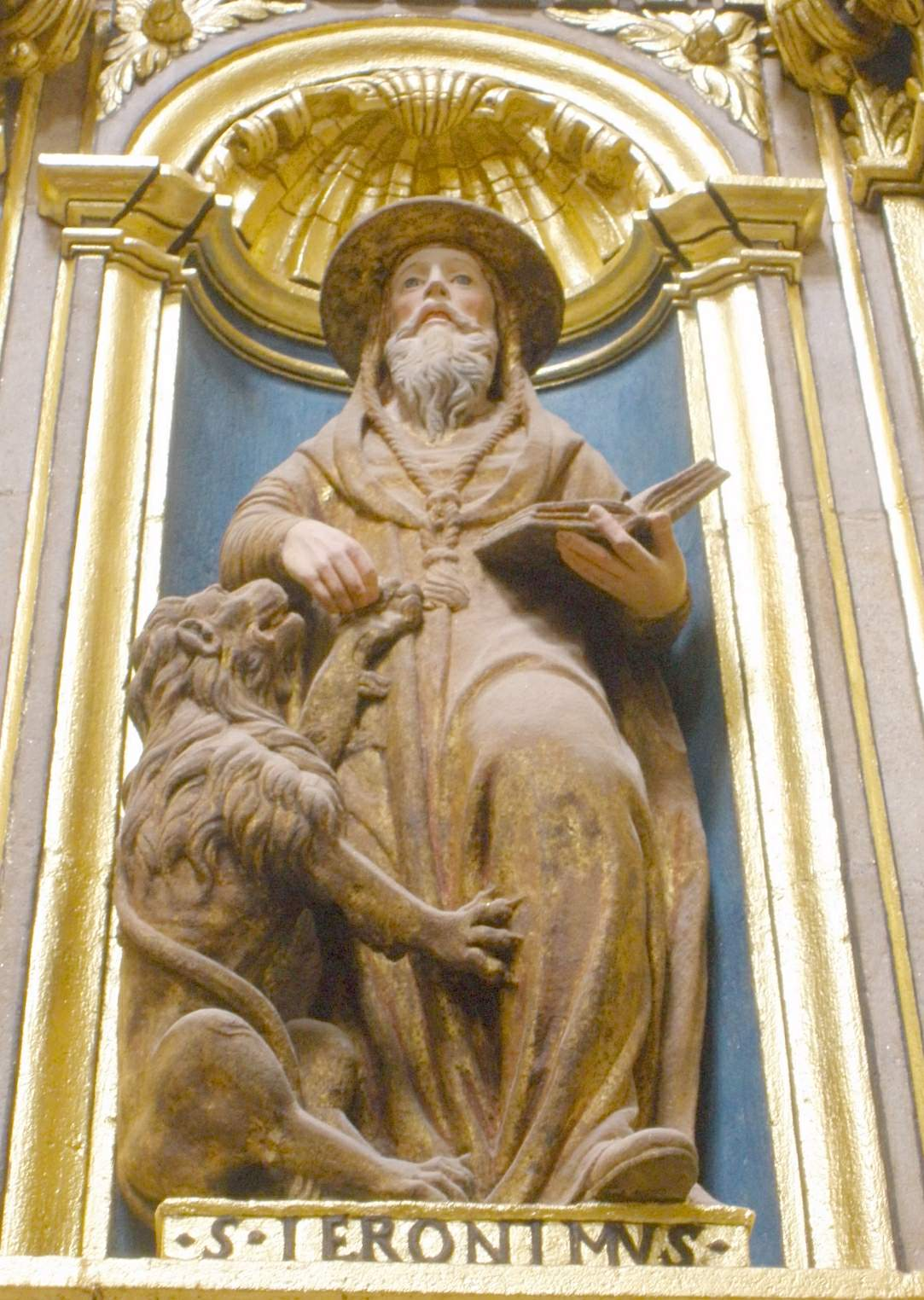
hl. Hieronymus